# Zygophlebia major
Zygophlebia major är en stensöteväxtart som först beskrevs av Hermann Johann O. Reimers, och fick sitt nu gällande namn av Barbara S. Parris. Zygophlebia major ingår i släktet Zygophlebia och familjen Polypodiaceae. Inga underarter finns listade.